# Анидро (Кожанско)
Анидро или Хаджилар (на гръцки: Άνυδρο, катаревуса Άνυδρον, Проскинитарион, до 1928 година Χατζηλάρ, Хадзилар) е бивше село в Гърция в дем Кожани, област Западна Македония.

## География
Селото е било разположено на североизточно от Кожани, близо до Килада (Юскуплер).

## История

### В Османската империя
Според статистиката на Васил Кънчов („Македония. Етнография и статистика“) през 1900 година в Хаджилеръ, Кожанска каза, има 87 турци.
На Етнографската карта на Битолския вилает на Картографския институт в София от 1901 година Хаджилер е чисто турско село в Кожанската каза на Серфидженския санджак с 15 къщи.

### В Гърция
През Балканската война в селото влизат гръцки части и след Междусъюзническата в 1913 година остава в Гърция. В 1928 година селото е прекръстено на Анидро.
На 16 октомври 1940 година е закрито.
| Година    | 1913 | 1920 | 1928 | 1940 | 1951 | 1961 | 1971 | 1981 | 1991 | 2001 | 2011 | 2021 |
| --------- | ---- | ---- | ---- | ---- | ---- | ---- | ---- | ---- | ---- | ---- | ---- | ---- |
| Население | 99   | 93   |      |      |      |      |      |      |      |      |      |      |